# Rusal

Rusal (formellt MKPAO «ОК RUSAL», ryska: МКПАО «ОК РУСАЛ») är ett ryskt företag i aluminiumbranschen, och är världens näst största aluminiumproducent. Rio Tinto Alcan. Rusal står för cirka 9% av världens aluminiumproduktion och 9% av världsproduktionen av aluminiumoxid.  Sedan 2015 är kinesiska China Hongqiao Group en större aluminiumproducent än Rusal.
Förutom i Ryssland är företaget bland annat verksamt i Ukraina och Armenien och har även verksamhet i Sverige i form av aluminiumsmältverket Kubal i Sundsvall.

## Historik
Rusal har sin bakgrund i den ryske affärsmannen Oleg Deripaskas verksamhet, som han inledde vid råvarubörsen i Moskva. I början av 1990-talet investerade han också i ryska aluminiumproducenter med stöd av Michael Cherney. 1997 omstrukturerades företagen ägda av Deripaska, och Sibirsky Aluminium skapades.
Rusal (ryska: Русский алюминий, "Ryskt aluminium") grundades 2000 när Sibirsky Aluminium och Millhouse Capital, som ägdes av Roman Abramovitj, kom överens om att slå ihop sina verksamheter inom aluminium och aluminiumoxid. Ytterligare andelar av andra ryska aluminiumföretag och utländska företag köptes upp under de kommande åren. 2003 sålde Millhouse Capital sin ägarandel om 50% i Rusal till Deripaskas holdingbolag Basic Element, som ägde de övriga 50%. Från 2004 bestämde sig Rusal att fokusera på uppströmsverksamhet inom aluminium, alltså gruvor och primärproduktion, och började sälja av sin nedströmsverksamhet inklusive tillverkningsdivisionen för aluminiumprodukter som 2005 såldes till Alcoa.
I mars 2007 slogs Rusal ihop med sin ryska konkurrent SUAL och med bauxit- och aluminiumoxid-delen av brittisk-schweiziska gruvföretaget Glencore, och bildade det nya Rusal, som formellt heter Förenade företaget Rusal ("OK Rusal"). Vid tiden för sammanslagningen var det sammanslagna Rusal världens största aluminiumföretag verksamhet i 17 länder på fem kontinenter, inklusive 16 aluminiumsmältverk, 12 förädlingsanläggningar för aluminiumoxid, åtta bauxitgruvor, tre pulvermetallurgiska anläggningar, tre kiselsmältverk, tre fabriker för aluminiumåtervinning, tre aluminiumfoliefabriker, två kryolitfabriker och en katodfabrik. Omsättningen var då 12 miljarder USD och den årliga produktionskapaciteten 4 miljoner ton aluminium och 11 miljoner ton aluminiumoxid.
Efter en lång serie uppköp hade Rusal omfattande skulder, vilket ledde till problem när en global finanskrisen inträffade 2008. För att kunna behålla sin ägarandel i Norilsk Nickel, och undvika att sälja den till utländska låntagare, fick Rusal ett lån om 4,5 miljarder USD från den statliga ryska banken Vnesjekonombank. I januari 2010 listades Rusal på Hongkongbörsen och tog in 2,2 miljarder USD via sin börsintroduktion. I oktober 2011 var Rusal klara med återfinansiering av sina skulder från före finanskrisen, och kunde därför återuppta aktieutdelning och nya investeringar.
Efter att produktionen av aluminium i Kina ökat uppstod en stor överkapacitet på aluminiummarknaden, vilket ledde till fallande priser på aluminium under perioden 2007 till 2013. Detta ledde till att Rusal 2014 gick med 3,2 miljarder USD i förlust, vilket innebar att Rusal tvingades att be sina långivare om att få skjuta upp betalningar och omstrukturering av företagets skulder.